# John Herbert Orr
John Herbert Orr (1911 – 1984) fue un emprendedor de Alabama que fundó Orradio Industries Inc, firma de alta-tecnología que fabricaba cinta magnética. En 1945, Orr perteneció como oficial de Inteligencia de Estados Unidos que investigaban esta tecnología, la cual fue originalmente desarrollada en Alemania durante los años treinta. Con el inicio de los conocimientos de Orr le permitieron a establecer Orradio en 1949. Después de la incertidumbre de que la cinta se convirtiera el medio estándar para las grabadoras magnéticas, y otros usos como el almacenamiento de datos la videocinta apareció, Las ventas de Oradio rápidamente se expandieron a final de los años 50. La compañía fue adquirida por un gran competidor, la Corporación Ampex en 1959.
De acuerdo a una historia en 1945, el General Dwight D. Eisenhower quiso grabar un mensaje a la población Alemana, lo cual hizo usando la cinta alemana incautada. Sin embargo la cinta no había sido completamente borrada, y había quedado registrada la voz de Hitler, así fue como la historia comenzó, y ordenó al Mayor John Herbert Orr a usar a los científicos alemanes capturados para facilitar la manufactura de cinta estadounidense.
En 2005 un segmento en la serie PBS (Public Broadcasting Service) series Historia de Detectives (Cinta de auto, Sesión 3 Episodio 6) refiere a la contribución de Orr en los inicios de la industria de la cinta magnética.
Las cartas de defunción dirigidas a la estación WJHO, ubicadas en Opelika Alabama (dónde Ampex tenía amplio acceso), se refieren a John Herbert Orr, como fundador y administrador de la estación.